# Rezolucija Vijeća sigurnosti UN-a 1105
Rezolucijom 1105 Vijeća sigurnosti Ujedinjenih naroda, jednoglasno usvojenom 9. travnja 1997., nakon podsjećanja na Rezoluciju 1082 (1996.), Vijeće je odlučilo obustaviti smanjenje vojne komponente Snaga za preventivno raspoređivanje Ujedinjenih naroda (UNPREDEP) u Makedoniji do kraja njezine sadašnje mandat, do 31. svibnja 1997.
Vijeće sigurnosti ponovno je potvrdilo svoju predanost suverenitetu i teritorijalnoj cjelovitosti Makedonije. Pozdravila je preraspodjelu UNPREDEP-a s obzirom na pobunu u Albaniji koja je bila u tijeku, pozivajući glavnog tajnika Kofija Annana da razmotri daljnja preraspodjelu ako je potrebno. Od njega je zatraženo da podnese izvješće vijeću do 15. svibnja 1997. s preporukama o naknadnoj međunarodnoj prisutnosti u Makedoniji, kako je spomenuto u Rezoluciji 1082.

## Vanjske poveznice
| Wikizvor | Engleski Wikizvor ima izvorni tekst na temu: United Nations Security Council Resolution 1105 |

- Text of the Resolution at undocs.org